# Club du livre policier
Le Club du livre policier est une collection littéraire de l'éditeur OPTA, publiée entre 1958 et 1968,, cette collection dédiée aux intrigues policières comprend 49 titres numérotés, un numéro bis et deux hors séries aujourd'hui recherchés des bibliophiles, même si elle n'a pas le prestige du Club du livre d'anticipation ou de la collection Aventures Fantastiques publiés par le même éditeur.
Les ouvrages, à couverture cartonnée en format 13,5x20cm, sont reliés à la toile, leur couverture étant illustrée, parfois au fer. Le tirage est limité à moins de 5000 exemplaires, numérotés, par volume.
Les titres sont souvent des republications d'ouvrages plus anciens, la collection faisant notamment place belle aux œuvres de Maurice Leblanc (lesquelles occupent près du quart de la liste).
La collection Club du livre policier publie également les enquêtes du juge Ti, de Robert van Gulik, mais pas complètement. La republication de ces livres dans la collection 10/18 assure ensuite leur succès.
La collection est dirigée par Maurice Renault. L'éditeur Jean-Claude Zylberstein constate en 2019 que « Les volumes reliés de cette collection sont très recherchés aujourd’hui ».
Selon l'éditeur Jacques Sadoul, c'est à partir du succès de cette collection que Maurice Renault accepte de lancer la collection du Club du livre d'anticipation, consacrée à la science-fiction.

## Titres de la collection
1. Leblanc, Maurice : Arsène Lupin I : Les aventures d’Arsène Lupin : Arsène Lupin gentleman–cambrioleur - Les confidences d’Arsène Lupin 

  1. bis. Leblanc, Maurice : Arsène Lupin I bis : Les aventures d’Arsène Lupin : Les huit coups de l’horloge + L’agence Barnett
2. Carr, John Dickson : La chambre ardente
3. Queen, Ellery : Le mystère du soulier blanc
4. Leblanc, Maurice : Arsène Lupin II : Arsène Lupin contre Herlock Sholmes - Leblanc, Maurice & de Croisset, Francis : Arsène Lupin (pièce en 4 actes)
5. Noyes Hart, Frances : Le Procès Bellamy
6. Leroux, Gaston : Le Mystère de la chambre jaune - Le Parfum de la dame en noir
7. Leblanc, Maurice : Arsène Lupin III : La Comtesse de Cagliostro - L'Aiguille creuse - Le Secret des rois de France
8. Christie, Agatha : Qui mourra demain ?
9. Narcejac, Thomas : Usurpation d'identité
10. Leblanc, Maurice : Arsène Lupin IV : Le bouchon de cristal
11. Very, Pierre : Goupi mains rouges - Goupi mains rouges à Paris
12. Leblanc, Maurice : Arsène Lupin V : 813
13. Vickers, Roy : Service des affaires classées
14. Leblanc, Maurice : Arsène Lupin VI : L’éclat d’obus - Le triangle d’or
15. Leblanc, Maurice : Arsène Lupin VII : L’île aux trente cercueils - Les dents du Tigre
16. Leblanc, Maurice : Arsène Lupin VIII : La Demoiselle aux yeux verts - La Demeure mystérieuse - La Barre-y-va
17. Leblanc, Maurice : Arsène Lupin IX : La femme aux deux sourires - Victor, de la brigade mondaine - La Cagliostro se venge
18. Boileau, Pierre : Chambres closes - Le Repos de Bacchus - Six Crimes sans assassin
19. Caspary, Vera : Laura - Bedelia
20. Bommart, Jean : Le Poisson chinois
21. Boutelle, Anita : La mort a un passé
22. Van Gulik, Robert : Les Enquêtes du juge Ti
23. Decrest, Jacques : Hasard - Les Trois Jeunes Filles de Vienne
24. Gaboriau, Emile : L'affaire Lerouge
25. Estaunie, Edouard : Madame Clapain
26. Van Gulik, Robert : Les Nouvelles Enquêtes du juge Ti
27. Aveline, Claude : L'Abonné de la ligne U - Voiture 7 place 15
28. Irish, William : Lady Fantôme - La mariée portait le deuil
29. Quentin, Patrick : Puzzle pour fous - Puzzle pour acteurs
30. Biggers, Earl Derr : Le Perroquet chinois - Derrière ce rideau
31. Bernard, Tristan : Mathilde et ses mitaines - Aux abois
32. Leblanc, Maurice : Dorothée, danseuse de corde - Le Prince de Jéricho
33. Van Gulik, Robert : Les Débuts du juge Ti
34. anthologie : Suspens à tombeau ouvert
35. Malet, Léo : Brouillard au pont de Tolbiac - Les Rats de Montsouris
36. Quentin, Patrick : Puzzle pour marionnettes - Puzzle à Reno
37. Lanoux, Armand : La Canadienne assassinée - Le Pont de la folie
38. Biggers, Earl Derr : La Maison sans clef - Le Chameau noir
39. Exbrayat, Charles : Dors tranquille, Katherine + Quel gâchis inspecteur !
40. Renard, Maurice : ?lui? - Le Mystère du masque
41. Van Gulik, Robert : Le Retour du juge Ti
42. Irish, William : Alibi noir + Peur en noir
43. Queen, Ellery : Le Quatre de cœur
44. Hammett, Dashiell : Flic maison - Pièges à filles
45. Steeman, Stanislas-André : La Maison des vieilles - L'Assassin habite au 21
46. Boileau-Narcejac : Celle qui n’était plus - Les visages de l’ombre
47. Roemer, Sax : Le Docteur Fu Manchu
48. Van Gulik, Robert : Les Dernières Enquêtes du juge Ti
49. Biggers, Earl Derr : Charlie Chan à la rescousse - Le Gardien des clés

- H.S. 1 : anthologie : Les chefs-d'œuvre du crime
- H.S. 2 : Leblanc, Maurice : Le formidable Évènement - Les Trois Yeux (à noter que ce volume constitue aussi le n°1 de la collection Aventures Fantastiques)